# Pediacus hesperoglaber
Pediacus hesperoglaber är en skalbaggsart som beskrevs av Thomas 2004. Pediacus hesperoglaber ingår i släktet Pediacus och familjen plattbaggar. Inga underarter finns listade i Catalogue of Life.